# Ramiro Bruzzone Olivares
Guido Ramiro Bruzzone Olivares (Huasco Bajo, 15 de junio de 1931 - Santiago, 8 de junio de 2017), más conocido como Mimiro, fue un minero, empresario y político chileno, exalcalde y dos veces regidor de la comuna de Huasco.

## Biografía
Nacido en Huasco Bajo el 15 de junio de 1931, fruto del matrimonio de Ernestina Olivares y el exalcalde de Huasco Domingo Ramiro Bruzzone Buendía. Se casó en la misma localidad el 10 de julio de 1953 con Doris Reyes Peralta, con quien tiene seis hijos.
Fue alcalde de la comuna de Huasco entre los años 1967 a 1971, y regidor de la misma comuna un período antes y uno después.
En octubre de 1973, fue tomado prisionero y encarcelado en la excárcel de La Serena. El 18 de agosto de 2011 fue incluido en el informe de la comisión Valech donde fue reconocido como prisionero político de la dictadura militar.
Estuvo pensionado, y residió en la ciudad de Huasco junto a su esposa. Falleció el 8 de junio de 2017 en la Clínica Universidad Católica de Santiago.

## Obras
En su mandato se realizaron las siguientes obras:
- Instalación de alcantarillado y agua potable de la ciudad, que en aquel entonces abarcaba apenas tres cuadras;
- Remodelación de la Plaza de Armas Arturo Prat, cuyo busto fue donado por autoridades de la Armada, y que reemplazaba a la pequeña plaza Huasco;
- Construcción de la Escuela Consolidada de Experimentación e Investigaciones Pedagógicas posterior Liceo Japón, en cuyas dependencias actualmente funciona la Escuela Mireya Zuleta Astudillo;
- Inicio del plano regulador para las poblaciones O'Higgins, Gabriela Mistral y Sector Conchería. Esta última población construida para los trabajadores, de la otrora estatal, CAP, que venían de Valdivia huyendo del terremoto.

## Historial electoral

### Elecciones municipales de 1963
- Elecciones municipales de 1963, Huasco[5]

| Candidato                      | Partido | Votos | % | Resultado |
| ------------------------------ | ------- | ----- | - | --------- |
| Herman Emilio Araya Villalobos | PR      |       |   | Alcalde   |
| Rafael Vega Muñoz              | PR      |       |   | Regidor   |
| Ramiro Bruzzone Olivares       | PR      |       |   | Regidor   |
| José Ernesto Araneda Rocha     | PADENA  |       |   | Regidor   |
| Luis Guillermo Caballero Páez  | PDC     |       |   | Regidor   |

### Elecciones municipales de 1967
- Elecciones municipales de 1967, Huasco[6]

| Candidato                       | Partido | Votos | % | Resultado |
| ------------------------------- | ------- | ----- | - | --------- |
| Ramiro Bruzzone Olivares        | PR      |       |   | Alcalde   |
| Herman Emilio Araya Villalobos  | PR      |       |   | Regidor   |
| Guillermo Luis Caballero Páez   | PDC     |       |   | Regidor   |
| Francisco Javier Rojas González | PDC     |       |   | Regidor   |
| Jorge Sigisfredo Largo Farías   | PS      |       |   | Regidor   |

### Elecciones municipales de 1971
- Elecciones municipales de 1971, Huasco[7]

| Candidato                       | Partido | Votos | % | Resultado           |
| ------------------------------- | ------- | ----- | - | ------------------- |
| Herman Emilio Araya Villalobos  | PR      |       |   | Alcalde (1971-1972) |
| Orlando Antonio Alfaro Rivera   | PCCh    |       |   | Alcalde (1972-1973) |
| Ramiro Bruzzone Olivares        | PR      |       |   | Regidor             |
| Francisco Javier Rojas González | PDC     |       |   | Regidor             |
| Agustín René Hermosilla Castro  | PDC     |       |   | Regidor             |

### Elecciones municipales de 2004
- Elecciones municipales de 2004, Concejales, Huasco[8]

| Candidato                         | Pacto                          | Partido    | Votos | %     | Resultado |
| --------------------------------- | ------------------------------ | ---------- | ----- | ----- | --------- |
| Rafael Ernesto Vega Peralta       | Concertación por la Democracia | PRSD       | 599   | 14,96 | Concejal  |
| Gonzalo Catalán Vera              | Concertación por la Democracia | PDC        | 517   | 12,91 | Concejal  |
| José Morales Sánchez              | Concertación por la Democracia | PDC        | 464   | 11,59 | Concejal  |
| Emilio Godoy Tapia                | Concertación por la Democracia | PS         | 420   | 10,49 | Concejal  |
| Juan Ávalos Tapia                 | Concertación por la Democracia | PPD        | 384   | 9,59  | Concejal  |
| Héctor Armando Zuleta Caballero   | Concertación por la Democracia | Ind. (ILC) | 331   | 8,27  |           |
| María González Aguirre            | Alianza                        | RN         | 268   | 6,69  | Concejal  |
| Pedro Boglio Contreras            | Alianza                        | UDI        | 202   | 5,04  |           |
| Xiomara Largo Castro              | Juntos Podemos                 | PCCh       | 159   | 3,97  |           |
| Rubén Díaz Narváez                | Alianza                        | RN         | 125   | 3,12  |           |
| Cristián Eduardo Sandoval Miranda | Alianza                        | UDI        | 121   | 3,02  |           |
| Inés Beth Aracena                 | Alianza                        | RN         | 107   | 2,67  |           |
| Pedro Rojas Araya                 | Juntos Podemos                 | Ind. (ILA) | 101   | 2,52  |           |
| Ramiro Bruzzone Olivares          | Juntos Podemos                 | PH         | 100   | 2,50  |           |
| Carlos Alberto Robles Álvarez     | Alianza                        | UDI        | 90    | 2,25  |           |
| Hugo Gustavo Sena Sagua           | Juntos Podemos                 | PH         | 16    | 0,40  |           |